# Dan Sicko
Pour les articles homonymes, voir Sicko.
Dan Sicko est un journaliste et écrivain américain, né en 1969 et décédé le 28 août 2011 dans le Michigan.

## Collaborations
Il a travaillé comme journaliste indépendant pour des périodiques tels que Wired, URB ou Rolling Stone.

## Publications
Outre ses collaborations à divers périodiques, Dan Sicko est connu et reconnu pour être l'auteur de l'ouvrage Techno Rebels,,,.
Techno Rebels  (trad. Cyrille Rivallan), Paris, Allia, 2019, 208 p. (ISBN 9791030411980)